# البرز (شازند)
البرز یک روستا در ایران است که در بخش پل دو آب واقع شده‌است. البرز 198 نفر جمعیت دارد.
این روستا دارای پیشینه تاریخی بوده و نام اصلی آن البرج است . 
چرا که در گذشته یک دژ مستحکم  و برج دیده بانی بوده است 
فاصله ی این روستا با شهرستان اراک حدود ۳۰ کیلومتر و با شهرستان شازند ۸ کیلومتر است
زبان مردم این روستا لری ثالثی می‌باشد.
مردمان این روستا اکثراً دامدار و کشاورز میباشند
وزمین های این روستا اکثراً زیر کشت لوبیا،گندم،جو و یونجه میرود.